# 伊達恒大
伊達 恒大（だて つねひろ）は、日本の漫画家。北海道伊達市出身。かつては相模恒大というペンネームを使っていた。

## 来歴
2003年、相模恒大名義で「HEAVY SPRAY」が第2回ジャンプ十二傑新人漫画賞を受賞。『赤マルジャンプ』（集英社）2003 SUMMERに掲載された同作でデビューを果たす。同名義で『赤マルジャンプ』2007 SUMMERに「F・GAME」を掲載。
2012年、伊達恒大名義で『少年ジャンプNEXT!』（同）2012 AUTUMNに下山健人の原作による「Tokyo Wonder Boys」を掲載。以後、伊達恒大名義で活動している。『週刊少年ジャンプ』（同）2013年30号に掲載されたジャンプ45周年記念企画作品「ヨーロッパ特派員の体験レポート漫画!!」では作画を担当した。同誌2014年14号から24号まで下山の原作による「TOKYO WONDER BOYS」を初連載する。しかし、同作は10週で打ち切りとなった。
『週刊少年ジャンプ』2017年29号から2018年7号まで「クロスアカウント」を、同誌2020年24号から39号まで「タイムパラドクスゴーストライター」（原作：市真ケンジ）を連載。

## 作品リスト

### 漫画作品

#### 連載
- TOKYO WONDER BOYS（原作：下山健人、『週刊少年ジャンプ』2014年14号[2] - 24号[3]）
- クロスアカウント（『週刊少年ジャンプ』2017年29号[4] - 2018年7号[8]）
- タイムパラドクスゴーストライター（原作：市真ケンジ、『週刊少年ジャンプ』2020年24号[6] - 39号[7]）
- スローライフ家康（原作：丈月城、『週刊ヤングジャンプ』2024年38号[9] - 連載中）

#### 読み切り
- HEAVY SPRAY - デビュー作[1]、相模恒大名義[1]。
- F・GAME - 同上名義。
- Tokyo Wonder Boys（原作：下山健人）
- ゲスの恩返し（『少年ジャンプ+』2015年2月1日）
- ガチピン。（『ジャンプNEXT!!』2015 vol.6[10]）
- はるよ、こい！（『週刊少年ジャンプ』2017年4・5合併号[11]、6号） - 短期2話連載[11]。
- 西森さん家のシノブ君（『ジャンプGIGA』2018 SUMMER vol.3）
- ギャルな柊さんと映えない僕（『週刊少年ジャンプ』2019年11号[12]） - 「Jラブコメ祭り！」特集ショート作品[12]。
- ギャルかぞく（『少年ジャンプ+』2019年8月21日）
- ラブアタック（原作：市真ケンジ、『少年ジャンプ+』2022年6月18日[13]）
- クラスメイド（原作：とがわ、『少年ジャンプ+』2022年9月5日[14] - 2022年9月9日[15]）
- ゲリラ食堂（原作：市真ケンジ、『週刊少年ジャンプ』2023年21・22合併号[16]）

### 書籍
詳細は各リンク先を参照。
- 『TOKYO WONDER BOYS』、原作：下山健人、集英社〈ジャンプ コミックス〉2014年、全1巻
- 『クロスアカウント』、集英社〈ジャンプ コミックス〉2017年 - 2018年、全4巻
- 『タイムパラドクスゴーストライター』、原作：市真ケンジ、集英社〈ジャンプ コミックス〉2020年、全2巻
- 『スローライフ家康』、原作：丈月城、集英社〈ヤングジャンプ コミックス〉2024年 - 、既刊4巻（2025年8月19日現在）

### その他
- 夏の女の子イラスト（『週刊少年ジャンプ』2018年36・37合併号付録冊子「ガールズイラストブック in Summer」[17]）
- 『銀魂』制作現場暴露マンガ（『少年ジャンプGIGA』2019 WINTER vol.3[18]）

## 関連人物
空知英秋
師匠。『銀魂』の連載時に伊達がアシスタントとして参加。